# Xingtian Gong
Xingtian Gong (traditioneel Chinees: 行天宮; vereenvoudigd Chinees: 行天宫; pinyin: Xíngtiān Gōng), ook wel Hsing Tian Kong geschreven, is een populaire tempel in Taipei. De tempel is gewijd aan Guan Di, de patroongod van zakenmannen. De tempel werd gebouwd in 1967. Beelden van draken vormen een belangrijke plaats in de inrichting van de tempel. De tempel beslaat een oppervlakte van 7000 vierkante meter. Het ontwerp van de tempel is hetzelfde als die van de Confuciustempel van Taipei.